# Plaza de las Corporaciones
La plaza de las Corporaciones (en italiano: Piazzale delle Corporazioni) es una de las áreas principales de la ciudad de Ostia. Pertenece al periodo del Imperio romano, está emplazada cerca del centro de la ciudad y se sitúa adosada al muro del fondo del teatro. Rodeada por una columnata de la cual solo quedan restos, la plaza conserva todavía un conjunto de mosaicos de gran interés para los historiadores de la Antigua Roma, puesto que aportan información sobre el comercio marítimo y las técnicas navales del siglo II. 
La temática de los mosaicos indica que la plaza agrupaba en un mismo emplazamiento a los distintos contratistas de Ostia y a las representaciones comerciales de las villas del Imperio romano relacionadas con el puerto de la ciudad. La función de estas instalaciones, deducida de las inscripciones dedicadas a los magistrados responsables de la anona, era muy probablemente la de oficinas de armadores y mercantes de numerosas villas portuarias, donde se podía negociar mejor el transporte y venta de las mercancías destinadas al abastecimiento de Roma. Es por ello que el nombre de plaza de las Corporaciones dado por los primeros descubridores parece impropio, ya que únicamente uno de los emplazamientos conocidos se refiere a una corporación de Ostia, la de los curtidores. Según Guido Calza, quien excavó este lugar, sería más exacto calificarlo como cámara de comercio, y estaría considerado como un espacio único dentro del mundo romano. 

## Historia

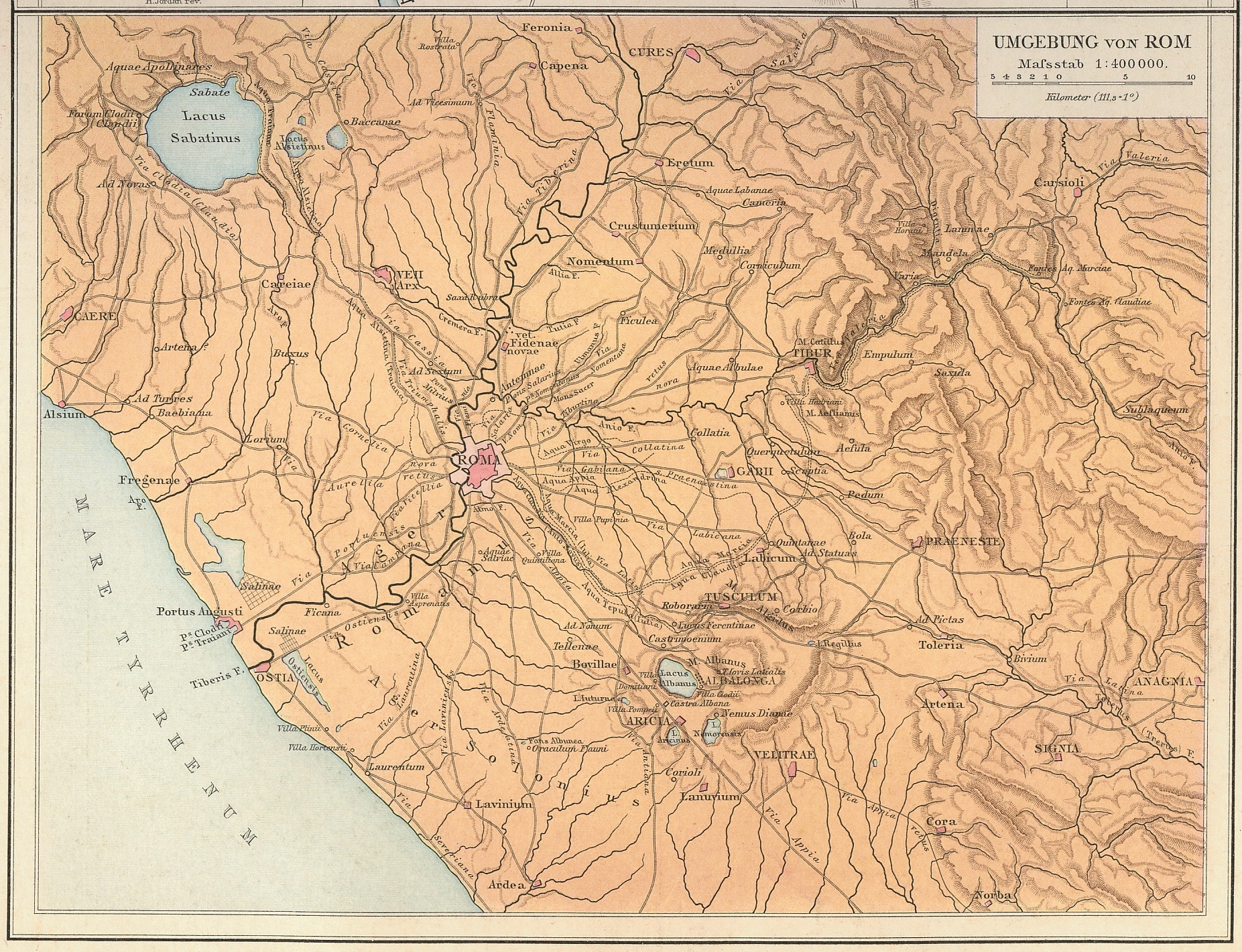
Ostia, en la orilla izquierda de la desembocadura del Tíber.

Tras ser destruida y sepultada como el resto de Ostia durante la Alta Edad Media, la plaza fue excavada por el arqueólogo Guido Calza antes de la Segunda Guerra Mundial. Los trabajos de extracción, realizados con un plazo límite para la Exposición Universal de Roma prevista en 1942, fueron ejecutados de forma apresurada y los escombros se evacuaron al mar, sin un examen suficiente de los restos arqueológicamente útiles. La plaza fue objeto de sondeos complementarios y más minuciosos durante los años 1980. Estos trabajos revelan una cronología compleja, durante la cual el recinto fue remodelado en diversas ocasiones.
La plaza de las Corporaciones fue urbanizada durante el mandato de Augusto, al mismo tiempo que el teatro contiguo, siguiendo un trazado que compartía la misma anchura y el mismo eje de simetría. Esta arquitectura, llamada porticus post scænam (pórtico tras la escena) se puede contemplar también en Roma en el teatro de Pompeyo y en Pompeya. Según Guido Calza, la plaza no tenía en origen una función vinculada al comercio. Algunos estudiosos han propuesto interpretar este espacio en relación con el teatro vecino, por ejemplo como zona de paseo para los espectadores. La transformación comercial es evidente, aunque su desarrollo y la fecha son inciertos. Esta área anexa al teatro pudo ser alquilada a colegios comerciales, que habrían financiado así el funcionamiento del teatro.
El pórtico cuádruple que rodeaba la plaza estaría inicialmente sujetado por pilares, y posteriormente en época de Claudio (41-54) se habría transformado en un pórtico sobre columnas, con mosaicos que decoraban el suelo de los intercolumnios. La subdivisión de los pórticos en pequeños espacios compartimentados dataría de esta época.
|                                                         |
| Statio 50: Nereida cabalgando sobre un monstruo marino. |

|                            |
| Statio 52: cazador y toro. |

|                                                             |
| Statio 53: Nereida sobre un caballo marino, y dos delfines. |

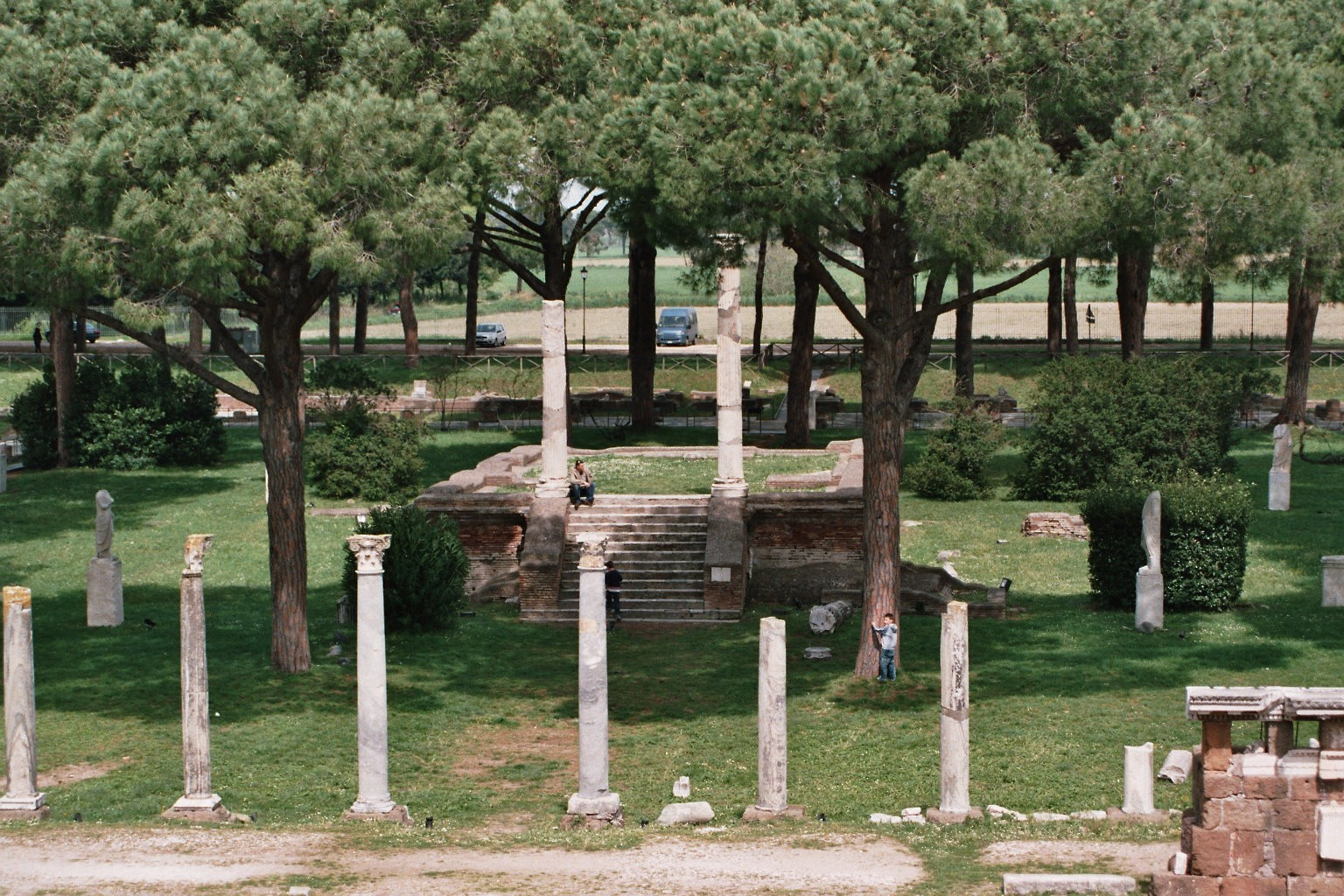
Templo en el centro de la plaza de las Corporaciones.

En el centro de la plaza se construyó un templo, erigido en parte sobre los cimientos de una construcción no identificada. Este templo se eleva sobre un alto podio de bloques de toba y mira hacia el teatro. Tradicionalmente se ha atribuido a Ceres, la diosa protectora de la agricultura y de las cosechas y, por lo tanto, del aprovisionamiento de trigo. Jérôme Carcopino lo considera como el templo de la Anona Augusta, es decir, el abastecimiento imperial divinizado. Sin embargo, según el arqueólogo Filippo Coarelli, se habría dedicado más probablemente a Vulcano, hipótesis que se respaldaría por una inscripción descubierta en las proximidades. La datación de la construcción de este templo es también cuestión de debate: para Coarelli se habría edificado bajo el mandato de Claudio, mientras que según Guido Calza y otros especialistas, se habría levantado en tiempos de Domiciano (81-96). Alrededor del templo se erigían las estatuas, de las cuales se conservan las bases con sus inscripciones, que nombran con más frecuencia a los decuriones que habían ejercido funciones relacionadas con el aprovisionamiento, como un procurador de la anona o un cuestor de avituallamiento. 
La plaza fue reordenada en época de Adriano (117-138). Se superpuso un nuevo pavimento sobre el de la época de Claudio, la columnata se reestructuró y se aumentó el número de puestos a 64. Una de las inscripciones designaba su emplazamiento bajo el vocablo latino de statio, de forma que se generalizó esta denominación para todas las celdas, denominadas en plural stationes.
En la época de la dinastía Severa (es decir, a partir de 193), el suelo de los pórticos fue decorado con nuevos mosaicos, supuestamente en diversas ocasiones, como lo prueban las diferencias en la realización según las obras: para las más sencillas, una simple inscripción rodeada o no por un cartucho, un pavimento geométrico no figurativo o diseños más o menos elaborados. Estos mosaicos de época Severa son los que permanecen visibles actualmente.
El declive de la plaza de las Corporaciones precedió al de Ostia. A finales del siglo IV, se realizaron diversas restauraciones en el teatro con materiales reutilizados provenientes de la plaza y posteriormente se abandonó.

## Descripción

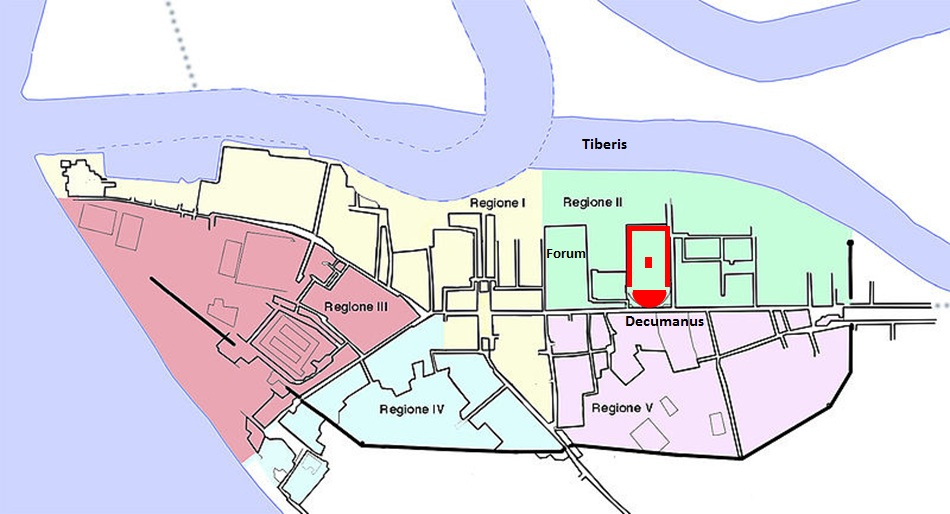
En rojo, el emplazamiento en Ostia de la plaza de las Corporaciones y del teatro.

La plaza está situada en la región II de Ostia, insula VII, 4, entre el decumano y el antiguo curso del Tíber, separada del mismo varias decenas de metros mediante una hilera de construcciones indeterminadas. Se extiende directamente detrás del muro de escena del teatro, que ha desaparecido, lo cual altera la percepción que se tiene desde las gradas del teatro. Durante la Antigüedad, la plaza y el teatro eran espacios autónomos y centrados sobre ellos mismos, y el público presente en uno no tenía ninguna visión sobre el otro. 
En su estado final, correspondiente al periodo de la dinastía Severa, la plaza medía 107 por 78 metros. Estaba rodeada por un pórtico abierto al interior y sujeto por columnas. El pórtico sur, que mira hacia el muro del teatro, es una simple fila de columnas de mármol, con una arcada de ladrillos en cada extremo. Los otros tres pórticos están sujetos por hileras dobles de columnas de ladrillo estucado, más económicas que las columnas monolíticas, y están cerradas sobre el perímetro exterior mediante un muro.
Los espacios entre las columnas fueron en parte cerrados por muros de mampostería en una época indeterminada. Los 78 espacios entre columnas se subdividieron así en celdas correspondientes cada una a un intercolumnio, o bien dos o tres para las más grandes. Los pavimentos del pórtico y de las celdas estaban decorados con mosaicos de teselas blancas y negras de la época Severa. Más de la mitad de los mosaicos se perdieron o están deteriorados, y solo se conserva un pequeño número de paneles, en un estado más o menos bueno. Los motivos son simbólicos de las actividades de la navegación y el comercio, los destinos y los productos transportados. Las inscripciones nombran a las corporaciones, los propietarios y los distribuidores. El arqueólogo Giovanni Becatti identificó los mosaicos con un número de statio del 1 al 61, comenzando por la esquina sudeste de la plaza y girando en sentido contrario a las agujas del reloj. A continuación se describen las stationes en el sentido indicado.

### Pórtico este,statio1 astatio23

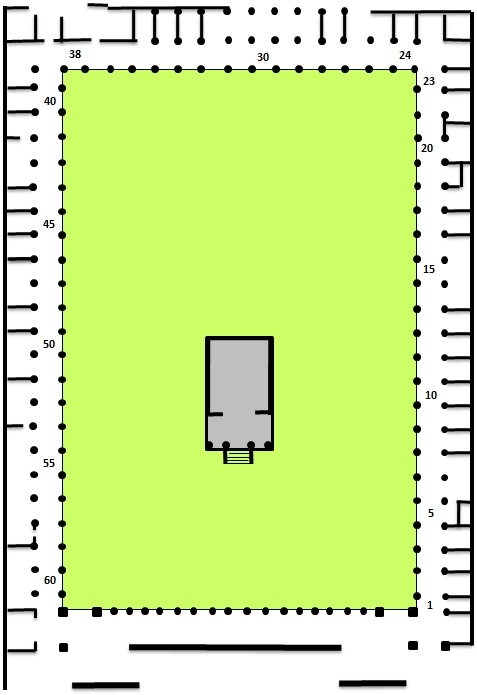
Planta de la plaza de las Corporaciones.

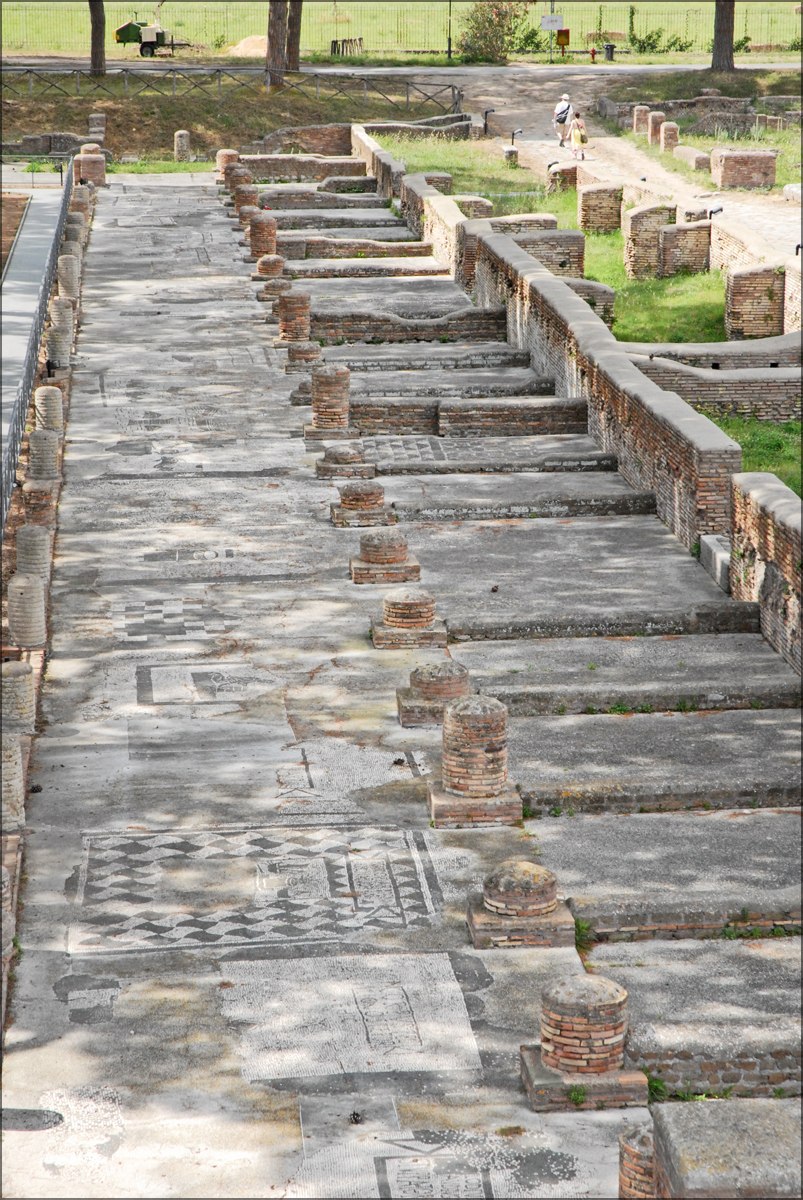
Vista del pórtico este de la plaza, con 23 de los puestos destinados a oficinas de las sociedades de armadores y comerciantes que tenían negocios en Ostia. Los mosaicos situados enfrente de cada statio servían de rótulo.

Se encontró una placa triangular en mármol blanco entre las stationes 15 y 16, que tenía la inscripción Naviculari africani, es decir, «los armadores africanos». Es el único vestigio de un frontón y servía como rótulo a la entrada de uno de los puestos.
- Statio 1: inscripción con el nombre de dos stuppatores res[tiones] , vendedores de estopa y de cuerdas, necesarias para calafatear y aparejar los barcos.
- Statio 2: inscripción resumida de los curtidores de pieles (corpus pellionum) de Ostia y de Portus, única inscripción que puede justificar la denominación de «corporación» (palabra que proviene del latín corpus).
- Statio 3: inscripción de los navegantes que transportan madera (naviculariorum lignariorum), con un dibujo de dos barcos que rodean un faro, en lo alto del cual arde un fuego.
- Stationes 5 y 7: diversos dibujos de celemines, recipientes que servían para medir el grano, con el rasero empleado para igualar el nivel de llenado.
- Statio 10: panel de los navegantes de Misua (puerto cercano a Cartago), profusamente decorado con dos veleros, dos delfines y una torre almenada (o un celemín?)
- Statio 11: panel de los navegantes de Musluvium (nombre supuesto ya que está muy alterado) en Mauritania Cesariense, adornado con dos medallones con un busto cada uno, un amorcillo cabalgando sobre un delfín, y otros dos delfines.
- Statio 12: inscripción de Hyppo (por Hippo Diarrytus, la actual Bizerta), adornada con un delfín con la cola muy ondulada.
- Statio 14: stat(io) Sabratensium, por la ciudad de Sabratha en África, actualmente en Libia, y un elefante, que puede ser interpretado de diversas formas: el emblema de África, el símbolo del comercio del marfil o el animal destinado a los juegos de circo.
- Statio 15 y stato 16: misma inscripción repetida: naviculari et negotiantes de suo y dibujo de un barco con dos velas.
- Statio 17: naviculari gummitani, armadores de Gummi, nombre conocido de dos ciudades de África cerca de Cartago.
- Statio 18: navicul(arii) Karthag (inienses),  armadores de Cartago.
- Statio 19: navic(ularii) Turritani, armadores de Porto Torres, en Cerdeña, y dibujo de un barco con dos velas.
- Statio 20: mosaico muy dañado en numerosos fragmentos cuyo conjunto es difícilmente interpretable, con un perro, una esvástica, una grupa de caballo, una crátera y nombres de personas (o de animales).
- Statio 21: navicul(arii) et negotiantes Karalitani, armadores y negociantes de Cagliari en Cerdeña, representación detallada de un navío de dos velas, entre dos celemines.
- Statio 22: inscripción destruida, un panel con un pórtico con dos delfines a un lado y en el otro una vara ramificada, y en la celda, un faro de cuatro plantas retranqueadas sucesivamente y un fuego en la parte superior, con dos delfines a sus pies.
- Statio 23: bajo un faro con pisos, dos navíos, uno de los cuales tiene tres mástiles; debajo, dos delfines mordiendo los tentáculos de un calamar o un pulpo. La inscripción designa a las naves de Syllectum, un puerto de Bizacena (actualmente Salakta), deseando buenos augurios con la fórmula N F (por Navicularii Feliciter, «buena suerte a los armadores»).

|                                                             |
| Statio 1: puesto de los STVPPATORES o vendedores de estopa. |

|                                                                    |
| Statio 3: puesto de los comerciantes de madera, con buques y faro. |

|                                                              |
| Statio 5: mercader medidor de trigo con su celemín y rasero. |

|                                                                                  |
| Statio 14: detalle del puesto de Sabratha, con la representación de un elefante. |

| |
| Statio 17: un celemín entre dos ramas (o espigas?). Inscripción CIL XIV 4549: NAVICVLARI GVMMITANI DE SVO. |

| |
| Statio 18: detalle de dos navíos enfrentados, con parte de la inscripción «navicul. Karthag. de suo» (CIL XIV, 4549, 18). Puesto perteneciente a los navicularii de Cartago. |

### Pórtico norte,statio24 astatio38
Al principio de su construcción, el pórtico norte se abría ampliamente sobre una calle secundaria paralela al decumano.
- Statio 25: un estibador transporta a hombros un ánfora de un barco a otro.
- Statio 26: motivo geométrico, con un faro en una esquina.
- Statio 27: un río discurre bajo un puente con barcos y desemboca en el mar a través de un delta de tres ramas. Se interpreta como una representación del Nilo,[1] o según Russell Meiggs y Raymond Chevallier, como el delta del Ródano, con un puente identificado como el puente de Arlés[15]
- Statio 28: animales salvajes: ciervo, elefante, jabalí.
- Statio 32: navi(cularii) Narbonenses, armadores de Narbona con un barco, una torre y una especie de aparato de elevación.
- Statio 33: un celemín, un rasero y un ánfora.
- Statio 34: naviculari Curbitani, armadores de Curubis (actualmente Kurba, en Túnez).
- Statio 38: dos celemines y un rasero. La inscripción «S C F» podría significar S(tatio) C(orporis) F(rumentariorum), el puesto de la corporación de los mercaderes del trigo.

|                                                        |
| Statio 25: transbordo de un ánfora de un barco a otro. |

|                                                          |
| Statio 26: motivo geométrico con un faro en una esquina. |

| |
| Statio 32: navío y torre con lo que podría ser una grúa de elevación. Inscripción CIL XIV 4549, 32: NAVI NARBONENSES |

|                                            |
| Statio 33: detalle de un celemín y rasero. |

### Pórtico oeste,statio39 astatio61
Este pórtico reúne al mismo tiempo mosaicos de la época de Claudio, visibles en un nivel inferior (stationes 52, 53, 57 y 58), y stationes de la época Severa. Tres de ellos muestran motivos que no tienen relación con el comercio marítimo.
- Statio 40: únicamente aparece una palabra muy alterada: [Ale]xandrin(i), los alejandrinos de Egipto.
- Statio 43: sin ilustraciones y con una simple mención: (c)odicarii de suo, término derivado de caudicarius (codicarius en latín vulgar), «hecho de troncos de árboles», que designa las embarcaciones de los barqueros del Tíber.
- Stationes 45, 46, 47: paneles con dos barcos. La statio 46 presenta además un faro de cuatro plantas.
- Statio 48: tres peces y dos palmeras enmarcando un ánfora con las iniciales M C (de Mauritania Cesariense).
- Statio 49: en el nivel antiguo, en un recuadro una nereida cabalga sobre un monstruo marino. En el nivel superior, un faro de cuatro plantas entre dos navíos.
- Statio 50: una nereida cabalgando sobre un monstruo marino.
- Statio 51: un barco cargado de ánforas con su timonel de pie entre los timones, y un delfín.
- Statio 52: un cazador armado con una pica y un toro, coronados por roleos y rodeados por un friso.
- Statio 53: en el nivel superior, un celemín entre columnas. En el nivel inferior, en la celda del fondo, una nereida sobre un caballo marino y dos delfines.
- Statio 54: entre las columnas, dos barcos con sus velas infladas; el interior de la celda tiene un pavimento de motivos geométricos con cuadros negros ensamblados.
- Statio 55: un barco y un celemín con su rasero; el interior de la celda tiene motivos geométricos como la statio 54.
- Statio 56: un celemín en el que se han plantado tres espigas.
- Statio 57: en el nivel inferior, en un cuadro coronado por roleos, Artemisa y un ciervo.
- Statio 58: motivos geométricos en el nivel superior, decoración muy deteriorada en el nivel inferior (un peine doble?), con las iniciales S C.

| |
| Statio 46: un faro de cuatro pisos, dos navíos con velas cuadradas, uno de ellos con un espolón, y un delfín. |

|                                         |
| Statio 47: dos navíos con dos mástiles. |

|                                                    |
| Statio 48: ánfora entre dos palmeras y tres peces. |

| |
| Statio 49: en primer plano, un faro de cuatro plantas, dos naves (una de ellas con un espolón), y un delfín. En segundo plano, una nereida. |

|                                               |
| Statio 56: celemín con tres espigas de trigo. |

### El altar de Marte y Venus
En una capilla situada en la esquina sudoeste de la plaza, entre el extremo del pórtico y el muro del fondo del teatro, se encontró un altar cuadrado de mármol de 1.10 metros de longitud por 84 centímetros de anchura. En sus caras se representan temas relacionados con los orígenes de Roma, a través de las figuras mitológicas de Marte, padre de Rómulo y Remo, y de Venus, madre de Eneas, fundador mítico de la gens Julia. Las inscripciones que muestra ayudan en parte a su comprensión.
El panel de la cara principal del altar representa las bodas de Marte y Venus. Una inscripción en la superficie dedica el altar a un genio, probablemente el del emperador, de parte de varios libertos imperiales y de los miembros de la corporación de los portadores de sacos (sacomarii). En el lado izquierdo hay escrita una dedicatoria al dios Silvano, junto a la representación de un genio o un amorcillo alado que presenta las armas de Marte. La cara derecha muestra el carro de Marte y cuatro genios, y el nombre de los cónsules epónimos indican la fecha en la cual fue dedicado el altar: el primero de octubre de 124. La cara posterior presenta a los infantes Rómulo y Remo amamantados por la loba, acompañados por pastores y rodeados por las representaciones del Tíber (personificado en la parte inferior por un hombre semidesnudo) y del Palatino, que dominan el conjunto.
La relación entre la celebración de los orígenes de Roma y el genius del emperador resulta bastante clara. Sin embargo, es necesario basarse en otras inscripciones de Ostia para constatar que los libertos asociaban el culto imperial con el dios Silvano, quien tenía en Ostia una capilla junto a los grandes almacenes de trigo y los hornos de pan. Esta relación permite comprender mejor la dedicatoria ofrecida por los portadores de sacos.
El altar de Marte y Venus está expuesto actualmente en el museo del Palazzo Massimo alle Terme en Roma.
| |
| Cara frontal con las bodas de Marte y Venus. La inscripción sobre el pedestal indica la dedicatoria del altar a Silvano y a otros dioses de parte de Publio Elio Sineros, liberto de Publio Elio Trófimo, procurador de la provincia de Creta. |

|                                                             |
| Cara lateral, amorcillos que juegan con las armas de Marte. |

|                                                                     |
| Cara lateral, amorcillos jugando con las armas y el carro de Marte. |

| |
| Cara posterior, Rómulo y Remo infantes. Las columnas laterales cubiertas de higos remiten al legendario Ficus Ruminalis |

## Interpretación
Las inscripciones y los dibujos de los mosaicos de la plaza de las Corporaciones son importantes por las informaciones que aportan sobre las actividades relacionadas con el abastecimiento de Roma.

### La actividad portuaria
La mayoría de los mosaicos están relacionados con el comercio del trigo, bien sea simbolizado explícitamente por los útiles de medida del trigo (el celemín cilíndrico y el rasero que servía para igualar el nivel de llenado), o bien sea por la identificación geográfica de los puertos de las grandes provincias exportadoras de trigo: dos puertos de Cerdeña, seis en África, y quizás Alejandría. El número mayor de puertos africanos coincide con la narración de Flavio Josefo, que afirmaba que el trigo de África cubría seis meses del consumo anual de Roma. Se incluyeron diversas representaciones de ánforas esféricas, típicas del transporte de aceite, y de ánforas alargadas utilizadas para el vino. Se han formulado hipótesis sobre otras mercancías importadas, como los dátiles, sugeridas por las palmeras de la statio 48, o el marfil asociado a las imágenes de elefantes, animales salvajes destinados al circo romano.
Los diseños de los mosaicos también ilustran numerosos aspectos del tráfico portuario. Así, el faro de Portus está representado varias veces como una torre de cuatro plantas, en ocasiones con un fuego que alumbra en lo alto del edificio.
La imagen frecuente de la llegada al puerto de dos navíos con las velas extendidas permite suponer que la navegación estaría organizada en convoyes. Una vez llegadas al puerto, las naves de alta mar no remontaban el Tíber, sino que se procedía al traslado de la carga a embarcaciones fluviales. La descarga se realizaba a mano, actividad representada en la statio 25 por un estibador (saccarius) que lleva un ánfora a sus espaldas desde un navío de alta mar (caracterizado por su espolón) a otro barco. Algunas imágenes muestran otros procedimientos de descarga, como lo que parece ser un puntal sobre un barco o fijado a una torre sobre una plataforma.

### Los navíos de comercio romanos

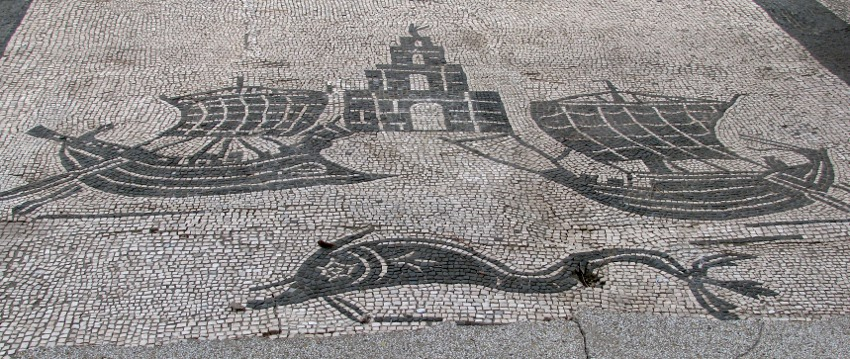
Detalles del barco de la izquierda: camarote, casco con espolón y ojo apotropaico, obenques, gran vela y sus escotas, y vela delantera con botavante.

En los mosaicos de la plaza de las Corporaciones se representan veintisiete figuras de navíos, un conjunto particularmente numeroso. A pesar de que se muestran todos de perfil, con un dibujo estilizado y sin que se pueda apreciar su dimensión, los dibujos de los barcos ofrecen numerosos detalles técnicos de los navíos del comercio del siglo II.
Se pueden apreciar tres tipos de perfil de casco, distinguibles por sus extremos: una proa redondeada y una popa muy elevada en el tipo más frecuente, una proa redondeada y una popa al mismo nivel que la proa, y finalmente una proa cóncava con una roda prolongada con una especie de espolón. Este último tipo, que recuerda la forma de los navíos de guerra, pasó a ser común en las naves comerciales a mediados del siglo I. Por encima de la línea del casco se puede observar en algunos navíos un camarote, situado en la parte trasera o en el centro bajo el mástil. La estética naval queda representada por las popas curvadas en forma de cuello de cisne y las decoraciones sobre la roda, como el ojo apotropaico o un delfín.
Los mosaicos también revelan información sobre los aparejos, detalles que evidentemente no se encuentran en los pecios antiguos. Los navíos tienen un mástil central de una sola pieza con un aparejo en la parte superior (se representan estayes y obenques a veces provistos de escalones). Algunas naves (stationes 15, 19, 21, 23, 45, 47, 49) están equipadas en la parte delantera con un segundo mástil oblicuo que lleva una pequeña vela cuadrada, como una cebadera. Según Patrice Pomey, estas velas delanteras están dotadas a veces de un botavante, un mástil oblicuo en relación con el palo vertical. Esto permitía orientar la vela para tomar el viento a través, lo cual supuso una gran mejora en la técnica de navegación. Una nave (statio 23) posee incluso un tercer mástil en la parte trasera, provisto de una pequeña vela. Las velas son siempre cuadradas y están fijadas a una verga transversal al mástil. Las velas se dibujan sistemáticamente con una cuadrícula, que corresponde a las cuerdas que las refuerzan (relingas cosidas sobre la tela) y que sirven para izarlas más o menos (brioles) según la intensidad del viento. El aparejo de maniobra a veces es figurado (stationes 1 y 49), a través de escotas o de cordajes que parten de los extremos de la verga, y que permiten orientarla.
Todas las naves están equipadas en la popa con un timón doble, dispuesto de forma oblicua y sumergido en el agua por detrás de la popa. En algunas imágenes, como en la statio 51, se representa un palo de mando que podía ser gobernado por un único hombre.
La iconografía naval recopilada en la plaza de las Corporaciones atestigua la variedad de tipos de navíos y de soluciones de aparejos, hecho que evidencia una náutica bastante avanzada en contra de la leyenda de mediocridad de la marina romana.

### El papel de la plaza de las Corporaciones
En las inscripciones de la plaza aparecen indicaciones sobre los puertos relacionados con Ostia, sobre los armadores (naviculares o navicularii) cuya especialidad se menciona en ocasiones (transporte de madera - lignarii – o de trigo - farrici), sobre barqueros (codicarii), y sobre comerciantes (negotiantes) asociados en la misma statio en tres casos. Además de estos oficios, también se reflejan otros gremios como los fabricantes de estopa (stuppatores) y de cuerdas (restiones), o el gremio de los curtidores (corpus pelliones). Tres stationes en las que únicamente se muestran celemines para el trigo han sido interpretadas como las stationes de los medidores de trigo (mensores), quienes determinaban las cantidades que debían repartirse y almacenarse en los horrea.
La plaza muestra los vestigios de un cliente privilegiado: el ejército. Sobre una columna hay esculpida la figura de un genio de los Castra Peregrina, en cumplimiento de un voto formulado por dos frumentarii, soldados empleados en los servicios de aprovisionamiento y destinados en los almacenes de Ostia.
A pesar de que la arqueología ha podido identificar a una parte de los protagonistas económicos presentes en la plaza de las Corporaciones, la función propiamente dicha de la misma permanece en el terreno de las hipótesis. Jérôme Carcopino, ante la presencia en una de las estancias de un altar dedicado por los sacomarii, interpreta estas stationes como pequeñas capillas dedicadas por las corporaciones. Según Dal Maso y Vighi, este lugar público tenía la vocación, desde su construcción por Augusto, de poner en contacto a los representantes del Estado y los del comercio marítimo para controlar y orientar sus actividades según los deseos de la anona. La plaza debería entonces considerarse como una bolsa marítima o una cámara de comercio. Raymond Chevallier la considera como un centro administrativo, e imagina en estas estancias a los empleados manteniendo sus registros comerciales. Por último, según Mireille Cebeillac no se puede considerar la plaza de las Corporaciones como un centro de control de la anona, pues la estrechez de las stationes no permite el almacenamiento de las mercancías que por allí circulaban. Las stationes serían pues una especie de vitrinas que permitirían presentar las muestras de las mercancías o de los servicios comerciales.

### Obras sobre las excavaciones
- Calza, Guido; Becatti, Giovanni; Gismondi, Italo; De Angelis D'Ossat, Guglielmo; Bloch, Herbert (1954). Scavi di Ostia I. Topografia generale (en italiano). Roma: Libreria dello Stato.
- Becatti, Giovanni (1961). Scavi di Ostia IV. Mosaici e pavimenti marmorei (en italiano). volumen I. Roma: Istituto poligrafico dello stato. pp. 64-65.
- Calza, Guido (1977) [1949]. Ostia (en inglés). Roma: Istituto poligrafico dello stato. p. 144. (Documento utilizado para la redacción del artículo).
- Pomey, Patrice (1971). Études des navires figurés sur les mosaïques de la Place des Corporations à Ostie (en francés). París: Thèse, École pratique des hautes études.
- Griesheimer, Marc; Bonifay, Michel; Khader, Ben; Ben Abed, Aïcha (1999). «L'amphore maurétanienne de la station 48 de la Place des Corporations, identifiée à Pupput (Hammamet, Tunisie)». Antiquités africaines (en francés) (París). vol. 35: 169-180.

### Obras generales
- Carcopino, Jérôme (1963) [1939]. La Vie quotidienne à Rome à l'apogée de l'Empire. La Vie quotidienne. París: Hachette. p. 350.(Documento utilizado para la redacción del artículo).
- Coarelli, Filippo (1994) [1980]. Guide archéologique de Rome (Roger Hanoune, trad.). París: Hachette. p. 346. ISBN 2012354289. (Documento utilizado para la redacción del artículo).
- Chevallier, Raymond (1986). Ostie antique, ville et port. Paris: Les Belles Lettres. p. 290. (Documento utilizado para la redacción del artículo).
- Cébeillac-Gervasoni, Mireille; Caldelli, Maria Letizia; Zevi, Fausto (2006). Épigraphie latine. U Histoire. Les outils de l'histoire. Paris: Armand Colin. p. 333. ISBN 2-200-21774-9. (Documento utilizado para la redacción del artículo).
- Siat, Jeannine (2004). Le port d'Ostie. Promenades romaines (VIII). Paris: Lethielleux. p. 95. ISBN 2-283-61228-4. (Documento utilizado para la redacción del artículo).